# Tavernier (Florida)
Tavernier es un lugar designado por el censo ubicado en el condado de Monroe en el estado estadounidense de Florida. En el Censo de 2010 tenía una población de 2.136 habitantes y una densidad poblacional de 312,75 personas por km².

## Geografía
Tavernier se encuentra ubicado en las coordenadas 25°1′54″N 80°29′41″O / 25.03167, -80.49472. Según la Oficina del Censo de los Estados Unidos, Tavernier tiene una superficie total de 6.83 km², de la cual 6.51 km² corresponden a tierra firme y (4.66%) 0.32 km² es agua.

## Demografía
Según el censo de 2010, había 2.136 personas residiendo en Tavernier. La densidad de población era de 312,75 hab./km². De los 2.136 habitantes, Tavernier estaba compuesto por el 94.8% blancos, el 1.54% eran afroamericanos, el 0.51% eran amerindios, el 0.42% eran asiáticos, el 0% eran isleños del Pacífico, el 0.98% eran de otras razas y el 1.73% pertenecían a dos o más razas. Del total de la población el 29.4% eran hispanos o latinos de cualquier raza.